# Pridnestrska republika
Pridnestrska moldavska republika (romunsko Republica Moldovenească Nistreană, rusko Приднестровская Молдавская Республика, ukrajinsko Придністровська Молдавська Республіка, pogovorno znana le kot Pridnestrje ali Transnistrija), je odcepljena republika v okviru mednarodno priznanih meja Moldavije. Sicer mednarodno nikjer priznana država in kot taka de jure del Moldavije, ima republika de facto neodvisnost in deluje kot država: organizirana je kot predsedniška republika, upravljajo jo vlada, parlament, oborožene sile, policija in poštni sistem. Oblasti so po odcepitvi sprejele ustavo, zastavo, državno himno in grb; njeni simboli so prevzeti od nekdanje sovjetske republike Moldavije. Glavno mesto je Tiraspol.
Pridnestrska republika leži pretežno na ozemlju med reko Dnester in ukrajinsko mejo, znanem kot Pridnestrje (Transnistrija), pod njenim nadzorom pa je tudi mesto Bender/Tighina z okoliškimi naselji na nasprotnem bregu Dnestra. Po drugi strani moldavsko oblast priznava nekaj občin na levem bregu Dnestra, severno in južno od mesta Dubăsari.
Po razpadu Sovjetske zveze je republika ob podpori Rusije razglasila neodvisnost, ki je marca 1992 vodila v pridnestrsko vojno z Moldavijo, naposled je bila končana z razglasitvijo premirja julija 1992. Del dogovora je bila ustanovitev tristranske Komisije skupnega nadzora, ki vzdržuje stabilnost v demilitariziranem tamponskem pasu v 20 krajih na obeh bregovih reke. V kasnejšem času je veljalo neprekinjeno premirje, a je politični položaj regije še nerešen, v praksi pa je ta neodvisna. Moldavska vlada območje imenuje »Upravno-ozemeljske enote levega brega Dnestra« (Unitățile Administrativ-Teritoriale din stînga Nistrului).
Republika je večkrat primerjana z drugimi območji zamrznjenega konflikta, ki so se razvila iz procesa razpada in osamosvajanja nekdanjih sovjetskih republik: Gorski Karabah, Abhazija in Južna Osetija.

## Zgodovina

### Vojna v Pridnestrju
Vojna v Pridnestrju je sledila oboroženim spopadom omejenega obsega, ki so izbruhnili med mi separatisti in Moldavijo že novembra 1990 v Dubăsariju. Prostovoljci, vključno s kozaki, so prišli iz Rusije, da bi pomagali separatistični strani. Sredi aprila 1992 je Moldavija v skladu s sporazumi o delitvi vojaške opreme nekdanje Sovjetske zveze, sklenjenih med nekdanjimi 15 republikami v prejšnjih mesecih, ustanovila svoje ministrstvo za obrambo. Po odloku o ustanovitvi naj bi večino vojaške opreme 14. gardijske armade obdržala Moldavija.  Od 2. marca 1992 je potekala usklajena vojaška akcija med Moldavijo in Pridnestrjem. Boji so se stopnjevali v začetku leta 1992. Nekdanja sovjetska 14. gardna armada je vstopila v konflikt v zadnji fazi in napadla moldavske sile; umrlo je približno 700 ljudi. Moldavija od takrat ni izvajala nobenega učinkovitega nadzora ali vpliva na pridnestrske oblasti. Sporazum o premirju, podpisan 21. julija 1992, velja do danes. Rusija ima po sklenitvi premirja v Pridnestrju nameščeno svojo vojsko, ki se kljub različnim pogajanjim in sporazumim o umiku do danes še ni umaknila.
Pridnestrska republika je leta 2006 organizirala referendum o neodvisnosti in morebitni kasnejši priključitvi Rusiji ali o združitvi z Moldavijo. Referenduma mednarodna skupnost ni priznala.
Po ruski aneksaciji ukrajinskega polotoka Krim leta 2014 so se v parlamentu pojavili pozivi k priključitvi Rusiji.
Po ruski invaziji na Ukrajino leta 2022 je Ukrajina zaprla mejo s Pridnestrjem, ki je pred tem bila glavna gospodarska povezava nepriznane republike z zunanjim svetom. Posledično je postal uvoz odvisen od Moldavije, ki je po protestih organiziranih s strani stranke pod vplivom Rusije ter razkritju možnega poskusa državnega udara s strani ruske skupine Wagner, bila vedno bolj naklonjena EU in proti Rusiji. Zemljevid invazije beloruskega predsednika Aleksandera Lukašenka je sprožil strahove o ruski uporabi Pridnestrja za odprtje nove fronte, vendar se to ni uresničilo. Pridnestrje se je razglasilo za nevtralne v vojni in zanikalo možnost vpletenosti.
15. marca 2022 je zbor parlamenta Sveta Evropske unije Transnistrijo razglasil za del Moldavije, ki ga okupira Rusija.
Februarja 2024 so predstavniki vrhovnega sveta Pridnestrja zaprosili za »zaščito in ekonomsko pomoč« Rusije ter trdili, da »Moldavija izvaja genocid«. To je vzbudilo strahove, da bo Rusija regijo aneksirala oz. sprožila hibridno vojno proti Moldaviji.

## Upravne enote
| Rajon          | Rajon               | Rajon              | Rajon                  | Površina (km2) | Prebivalci (2015) | Etnična sestava v % (2004) | Etnična sestava v % (2004) | Etnična sestava v % (2004) | Etnična sestava v % (2004) |
| Ime            | Romunsko            | Moldavska cirilica | Rusko                  | Površina (km2) | Prebivalci (2015) | Rusi                       | Moldavci                   | Ukrajinci                  | Drugi                      |
| -------------- | ------------------- | ------------------ | ---------------------- | -------------- | ----------------- | -------------------------- | -------------------------- | -------------------------- | -------------------------- |
| Camenca        | Raionul Camenca     | Каменка            | Каменский район        | 436            | 21.000            | 6,89                       | 47,82                      | 42,55                      | 2,74                       |
| Rîbnița        | Raionul Rîbnița     | Рыбница            | Рыбницкий район        | 850            | 69.000            | 17,22                      | 29,90                      | 45,41                      | 7,47                       |
| Dubăsari       | Raionul Dubăsari    | Дубэсарь           | Дубоссарский район     | 381            | 31.000            | 19,03                      | 50,15                      | 28,29                      | 2,53                       |
| Grigoriopol    | Raionul Grigoriopol | Григориопол        | Григориопольский район | 822            | 40.000            | 17,36                      | 64,83                      | 15,28                      | 2,26                       |
| Slobozia       | Raionul Slobozia    | Слобозия           | Слободзейский район    | 873            | 84.000            | 26,51                      | 41,51                      | 21,71                      | 10,27                      |
| Mesto Tiraspol | Tiraspol            | Тираспол           | Тирасполь              | 205            | 129.000           | 41,44                      | 18,41                      | 32,31                      | 7,84                       |
| Mesto Bender   | Tighina             | Тигина/Бендер      | Бендеры                | 97             | 91.000            | 43,35                      | 25,03                      | 17,98                      | 13,64                      |